# Équipe de Croatie masculine de handball aux Jeux olympiques d'été de 2016
Cet article relate le parcours de l'Équipe de Croatie masculine de handball lors des Jeux olympiques de 2016 organisé au Brésil. Il s'agit de la 5e participation de la Croatie aux Jeux olympiques.
Malgré une défaite surprise lors de son premier match face au Qatar, puis une courte victoire d'un but face à l'Argentine, les Croates battent ensuite le Danemark, la France et enfin la Tunisie pour terminer en tête de sa poule. Mais la Croatie retombe dans ses travers en quart de finale et est éliminée par la Pologne.

## Maillots
L'équipe de Croatie porte pendant les Jeux de Rio de Janeiro un maillot confectionné par l'équipementier Kempa.
| Couleurs  | Rouge, blanc, bleu |           |
| Marque    | Kempa              |           |
| Maillot 1 | Maillot 2          | Maillot 3 |

## Matchs de préparation
| Équipe 1  | Résultat | Équipe 2 |
| --------- | -------- | -------- |
| Croatie   | 26-24    | Suède    |
| Croatie   | 25-25    | Suède    |
| Slovénie  | 27-25    | Croatie  |
| Croatie   | 22-20    | Slovénie |
| Allemagne | Annulé   | Croatie  |

## Effectif
| Sélectionneur            | Sélectionneur   | Željko Babić             | Željko Babić | Željko Babić           |
| N°                       | Nom             | Date de naissance et âge | Sél. (buts)  | Club                   |
| Gardiens de but          |                 |                          |              |                        |
| 1                        | Ivan Stevanović | 18 mai 1982              | 15 (0)       | RK PPD Zagreb          |
| 12                       | Ivan Pešić      | 17 mars 1989             | 22 (0)       | HC Meshkov Brest       |
| Ailiers                  |                 |                          |              |                        |
| 26                       | Manuel Štrlek   | 1er décembre 1988        | 82 (259)     | KS Vive Targi Kielce   |
| 13                       | Zlatko Horvat   | 25 septembre 1984        | 98 (246)     | RK PPD Zagreb          |
| 27                       | Ivan Čupić      | 27 mars 1986             | 97 (378)     | KS Vive Targi Kielce   |
| Arrières et Demi-centres |                 |                          |              |                        |
| 7                        | Luka Stepančić  | 20 novembre 1990         | 16 (26)      | Paris Saint-Germain    |
| 8                        | Marko Kopljar   | 12 février 1986          | 124 (254)    | MVM Veszprém KC        |
| 10                       | Jakov Gojun     | 18 avril 1986            | 125 (71)     | Füchse Berlin          |
| 5                        | Domagoj Duvnjak | 1er juin 1988            | 153 (497)    | THW Kiel               |
| 32                       | Ivan Slišković  | 23 octobre 1991          | 37 (87)      | MVM Veszprém KC        |
| 18                       | Igor Karačić    | 2 novembre 1988          | 27 (71)      | RK Vardar Skopje       |
| 30                       | Marko Mamić     | 6 mars 1994              | 4 (3)        | US Dunkerque HBGL      |
| 32                       | Luka Cindrić    | 5 juillet 1993           | 7 (18)       | RK Vardar Skopje       |
| Pivot                    |                 |                          |              |                        |
| 21                       | Krešimir Kozina | 25 juin 1990             | 2 (0)        | SG Flensburg-Handewitt |
| 34                       | Ilija Brozović  | 26 mai 1991              | 15 (12)      | THW Kiel               |

## Résultats

### Qualifications
Sixième du Championnat du monde masculin de handball 2015, la Croatie décroche un billet pour un Tournoi mondial de qualification olympique 2016 (TQO).
La Croatie dispute le tournoi 3 dans la ville danoise de Herning. Battue par le Danemark lors du premier match, la Croatie écarte le Bahreïn puis s'impose face à la Norvège et obtient ainsi la seconde place qualificative derrière les Danois.
|   | Équipe       | Pts | J | G | N | P | Bp | Bc | Diff |
| - | ------------ | --- | - | - | - | - | -- | -- | ---- |
| 1 | Danemark (H) | 5   | 3 | 2 | 1 | 0 | 79 | 73 | 6    |
| 2 | Croatie      | 4   | 3 | 2 | 0 | 1 | 84 | 71 | 13   |
| 3 | Norvège      | 3   | 3 | 1 | 1 | 1 | 81 | 81 | 0    |
| 4 | Bahreïn      | 0   | 3 | 0 | 0 | 3 | 75 | 94 | -19  |

(H) : pays hôte

### Résultats détaillés
Remarque : toutes les heures sont locales (UTC−3). En Europe (UTC+2), il faut donc ajouter 5 heures.

#### Groupe A

##### Classement
|   | Équipe    | Pts | J | G | N | P | Bp  | Bc  | Diff | Dép |
| - | --------- | --- | - | - | - | - | --- | --- | ---- | --- |
| 1 | Croatie   | 8   | 5 | 4 | 0 | 1 | 147 | 134 | 13   | +1  |
| 2 | France    | 8   | 5 | 4 | 0 | 1 | 152 | 126 | 26   | -1  |
| 3 | Danemark  | 6   | 5 | 3 | 0 | 2 | 136 | 127 | 9    | -   |
| 4 | Qatar     | 5   | 5 | 2 | 1 | 2 | 122 | 127 | -5   | -   |
| 5 | Argentine | 2   | 5 | 1 | 0 | 4 | 110 | 126 | -16  | -   |
| 6 | Tunisie   | 1   | 5 | 0 | 1 | 4 | 118 | 145 | -27  | -   |

|  | Qualifié pour les quarts de finale                                                                                     |
|  | Éliminé |
|  | Pts points ; J joués ; G victoires ; N nuls ; P défaites BP buts marqués ; BC buts encaissés ; Diff différence de buts |

| 7 août 2016 9 h 30 | Croatie  | 23 - 30  | Qatar       | Future Arena, Rio de Janeiro Arbitrage : Raluy López, Sabroso Ramírez |
| 7 août 2016 9 h 30 | Štrlek 5 | (8 - 15) | Marković 10 | Future Arena, Rio de Janeiro Arbitrage : Raluy López, Sabroso Ramírez |
| 7 août 2016 9 h 30 | ×3 ×5 ×6 | Rapport  | ×1          | Future Arena, Rio de Janeiro Arbitrage : Raluy López, Sabroso Ramírez |

| 9 août 2016 21 h 50 | Argentine   | 26 - 27   | Croatie  | Future Arena, Rio de Janeiro Arbitrage : Rashed, El-Sayed |
| 9 août 2016 21 h 50 | Fernández 8 | (15 - 14) | Štrlek 7 | Future Arena, Rio de Janeiro Arbitrage : Rashed, El-Sayed |
| 9 août 2016 21 h 50 | ×2 ×4 ×1    | Rapport   | ×4 ×3    | Future Arena, Rio de Janeiro Arbitrage : Rashed, El-Sayed |

| 11 août 2016 14 h 40 | Danemark | 24 - 27   | Croatie   | Future Arena, Rio de Janeiro Arbitrage : Geipel, Helbig |
| 11 août 2016 14 h 40 | Svan 9   | (12 - 15) | Duvnjak 8 | Future Arena, Rio de Janeiro Arbitrage : Geipel, Helbig |
| 11 août 2016 14 h 40 | ×2 ×3    | Rapport   | ×4 ×5     | Future Arena, Rio de Janeiro Arbitrage : Geipel, Helbig |

| 13 août 2016 11 h 30 | Croatie   | 29 - 28   | France    | Future Arena, Rio de Janeiro Arbitrage : Pálsson, Elíasson |
| 13 août 2016 11 h 30 | Kopljar 6 | (14 - 12) | Guigou 10 | Future Arena, Rio de Janeiro Arbitrage : Pálsson, Elíasson |
| 13 août 2016 11 h 30 | ×4 ×5 ×1  | Rapport   | ×4 ×2     | Future Arena, Rio de Janeiro Arbitrage : Pálsson, Elíasson |

| 15 août 2016 19 h 50 | Croatie   | 41 - 26   | Tunisie     | Future Arena, Rio de Janeiro Arbitrage : Coulibaly, Diabate |
| 15 août 2016 19 h 50 | Karačić 9 | (25 - 10) | Boughanmi 7 | Future Arena, Rio de Janeiro Arbitrage : Coulibaly, Diabate |
| 15 août 2016 19 h 50 | ×2 ×4     | Rapport   | ×1          | Future Arena, Rio de Janeiro Arbitrage : Coulibaly, Diabate |

#### Quart de finale
| 17 août 2016 20 h 30 | Croatie            | 27 - 30   | Pologne     | Future Arena, Rio de Janeiro Affluence : 8 265 Arbitrage : Geipel, Helbig |
| 17 août 2016 20 h 30 | Stepančić, Čupić 7 | (14 - 18) | Bielecki 12 | Future Arena, Rio de Janeiro Affluence : 8 265 Arbitrage : Geipel, Helbig |
| 17 août 2016 20 h 30 | ×4 ×2 ×1           | Rapport   | ×2          | Future Arena, Rio de Janeiro Affluence : 8 265 Arbitrage : Geipel, Helbig |